# Bufo stomaticus
Bufo stomaticus är en groddjursart som beskrevs av Christian Frederik Lütken 1864. Bufo stomaticus ingår i släktet Bufo och familjen paddor. Inga underarter finns listade.